# Њижна Мишља
Њижна Мишља (слч. Nižná Myšľa) насељено је мјесто са административним статусом сеоске општине (слч. obec) у округу Кошице-околина, у Кошичком крају, Словачка Република.

## Становништво
| Година:    | 1994. | 2004.    | 2014.    | 2024.   |
| ---------- | ----- | -------- | -------- | ------- |
| Број људи: | 1216  | 1394     | 1678     | 1615    |
| Разлика:   |       | +14,63 % | +20,37 % | -3,75 % |

| Година:    | 2023. | 2024.   |
| ---------- | ----- | ------- |
| Број људи: | 1617  | 1615    |
| Разлика:   |       | -0,12 % |

Према подацима о броју становника из 2011. године насеље је имало 1.621 становника.